# 劉珈汶
劉珈汶（1995年2月20日—），香港民主派政治人物，公民黨前副秘書長，曾任黃大仙區議會橫頭磡選區議員、食物環境衞生事務委員會副主席。
2021年12月18日，因涉嫌在立法會選舉期間，藉公開活動煽惑他人不投票或投無效票，違反《選舉（舞弊及非法行為）條例》，被廉政公署獲裁判官簽發手令通緝。2024年12月24日，因違反《港區國安法》被警方國安處懸紅港幣一百萬元正通緝。

## 政治生涯

### 參選2019年區議會選舉
劉代表公民黨參選2019年11月舉行的區議會選舉，選區為橫頭磡選區，挑戰時任區議員民建聯黎榮浩，最終以4,518票獲勝。
| 政党   | 政党   | 候选人    | 票数  | %     | ±      |
| ------ | ------ | --------- | ----- | ----- | ------ |
|        | 公民黨 | ①. 劉珈汶 | 4,518 | 57.05 | 不適用 |
|        | 民建聯 | ②. 黎榮浩 | 3,401 | 42.95 | 不適用 |
| 多数票 | 多数票 | 多数票    | 1,117 | 14.1  | 不適用 |

### 當選後
當選後，劉珈汶即與其他民主派的當選區議員就香港理工大學衝突要求香港警察撤離香港理工大學，並容許各方進入香港理工大學範圍進行人道救援。劉珈汶亦參與了時任香港立法會議員與十八區時任及候任區議員要求政府由公務員加薪議程中抽起警隊作獨立審議的聯署。

### 樂富襲擊事件
2020年5月8日，樂富「連儂牆」發生襲擊事件，劉珈汶聯同黃大仙區議會另外兩名區議員鄭文杰和梁銘康發聲明，強烈譴責施襲者行為及警方濫捕，形容事件是元朗襲擊事件的翻版。聲明指，該批人士手持𠝹刀等物品襲擊附近街坊，一直追打至富美街，事件中兩名街坊重傷倒地，另有多名街坊受傷，而首批警員到場時，施襲者仍然在現場，但即使在場街坊向警方指認施襲者，警方卻無意拘捕或盤問，最終絕大部份施襲者在警方增援前逃去。聲明指警方意圖放生施襲者，並將受襲人士以公眾地方打鬥罪名拘捕。三名區議員強烈譴責施襲者暴行及警方包庇施襲者，又指事件完全是元朗襲擊事件的翻版。聲明強調，警方到場時，在場街坊主動向警方提供資料，但後來竟由「主動協助調查」變成「涉嫌公眾地方打鬥」被捕。指警方此舉無疑是向市民發出極嚴重的錯誤信息：即使目睹任何犯罪過程都不要向警方提供資料，避免變成被告。

### 拒宣誓並辭職區議員
2021年5月11日，劉珈汶在facebook宣布退出公民黨，並計劃在宣誓「死線」前辭任黃大仙區區議員。

### 離開香港
2021年9月，她在Facebook貼文，上傳一張看似在英國西敏寺內拍攝的獨照，暗示自己身處英國。

### 呼籲杯葛立法會選舉被廉署通緝
2021年12月16日，劉珈汶聯同前大專學界國際事務代表團發言人張崑陽、前屯門區議員李家偉、前九龍城區議員李軒朗等流亡海外人士，於社交媒體以「杯葛選舉，刻不容緩」為題進行直播，呼籲港人杯葛2021年香港立法會選舉。12月18日，廉政公署獲裁判官簽發手令，通緝劉珈汶等人，指他們涉嫌在立法會選舉期間，藉公開活動煽惑他人不投票或投無效票，違反《選舉（舞弊及非法行為）條例》。

### 警方國安處通緝令
2024年12月24日，警方國安處和保安局舉行聯合記者會，警方國安處總警司李桂華宣佈新的6人國家安全懸紅一百萬港元通緝令，劉珈汶為其中1人。

### 劉珈汶親友被警方調查
2025年2月10日，劉珈汶的姑姐及姑丈，一名劉姓女子及一名鄭姓男子，被警方國安處帶到沙田警署協助調查，涉嫌曾向逃犯劉珈汶提供協助。同月17日，劉珈汶的細姑姐亦被警方國安處帶到屯門警署協助調查，涉嫌曾向逃犯劉珈汶提供協助。

### 英國警察反恐部門調查懸賞信
2025年7月31日，倫敦《衛報》獨家採訪劉珈汶報導，指當地警方於3月發現針對劉的10萬英鎊懸賞信後數日，派員訪劉住所，敦促「停止可能帶來風險的活動」「避免參與公開集會」等可能置於險境的多項安全建議後，請劉簽署諒解備忘錄。劉批評此舉形同叫她噤聲及自我審查，覺得自己別無選擇。警方答覆衛報查詢表示：不會確認或否認任何可能正受保護的個人詳情和可能採用的保護策略，因為會削弱警方有關行動。聲明中表示：倫敦警察廳反恐部門正獨立調查兩封懸賞信「密切注意任何跨國針對或威脅英國境內個人的企圖，我們將繼續與英國及海外的情報和安全夥伴密切合作。」外交大臣林德偉和內政大臣顧綺慧認為這是「跨國鎮壓」的典型案例，並誓言要保護流亡英國活動人士的權利和自由。8月1日，劉在Channel 4, BBC 等實況採訪節目中答詢表示擔憂人身安危，希望政府能停止近來恢復中英引渡協議的計畫，以防被中國和香港當局利用其他非政治性犯罪藉口為武器，落實保護英國的香港社區。

## 外部連結
- 劉珈汶的Facebook專頁
- 公民黨劉珈汶（页面存档备份，存于）

| 議會席位      | 議會席位                                                          | 議會席位    |
| ------------- | ----------------------------------------------------------------- | ----------- |
| 前任： 黎榮浩 | 黃大仙區議會 橫頭磡選區區議員 2020年1月1日—2021年6月8日           | 繼任： 懸空 |
| 前任： 黃逸旭 | 黃大仙區議會 食物環境衛生委員會副主席 2020年1月21日－2021年6月8日 | 繼任： 懸空 |
| 政党职务      |                                                                   |             |
| 前任： 黃俊傑 | 公民黨副秘書長 2020年11月28日－2021年5月11日                      | 繼任： 懸空 |